# Житие Мефодия
Житие Мефодия (другие названия: Жизнь Мефодия, Житие святого Мефодия, Легенда о Мефодии; лат. Vita Methodii) — памятник агиографии о святом Мефодии Солунском, созданный в IX веке на старославянском языке и сохранившийся в более поздних списках на церковнославянском языке.

## История
Автором текста является ученик Мефодия (анализ стилистики и языка произведения указывает на авторство Горазда, но автором также мог быть и Климент Охридский). Один из фундаментальных источников по истории Центральной Европы второй половины IX века. Входит в состав так называемых Моравско-паннонских легенд.
«Житие Мефодия» было создано преимущественно либо исключительно на территории Великой Моравии сразу после смерти святого Мефодия (6 апреля 885 года) или в конце 885 года (начале 886 года), но не исключено, что часть текста появилась и ранее.
Текст сохранился в 18 списках XII—XVII веков, написанных на церковнославянском языке так называемой «русской редакции».

## Содержание
Текст связан с «Житием Константина-Кирилла» и описывает, главным образом, миссию Мефодия в Великой Моравии, а также затрагивает социальные и политические проблемы той эпохи. 
Предоставляет важнейшую информацию о ситуации в обществе на территории Великой Моравии. 
В тексте указывается на роль славянской Великоморавской церкви в политической жизни и развитии Великой Моравии, на отношения к Римской курией, на борьбу за признание старославянского языка языком богослужения, упоминается также спор о филиокве, говорится в нём о дружеских отношениях с императором Византии.
Текст содержит 14 глав (капитул). 
По сравнению с «Житием Константина-Кирилла» «Житие Мефодия» более кратко, написано более простым, информативным стилем.